# Jean-François Durez
Jean-François Durez (* um 1970) ist ein französischer Jazzmusiker (Piano, Vibraphon, Marimba, Komposition).

## Leben und Wirken
Durez, der in Saint-Amand-les-Eaux aufwuchs, erhielt als Kind Unterricht an Schlagzeug und Klavier in der örtlichen Musikschule. Dann absolvierte er das Konservatorium von Valenciennes mit Goldmedaillen für musikalische Ausbildung, Schlagwerk und dem höheren Diplom für Klavier. 1991 erhielt er das Bakkalaureat A1 in der Jazz-Piano-Klasse von Claude Bolling am Konservatorium von Créteil und einige Monate später die Goldmedaille für Schlagzeug und Perkussion. 1993 wurde er in das Conservatoire National Supérieur de Musique Paris in die Klasse von Jacques Delecluse und Jean Geoffroy aufgenommen, wo er 1996 den ersten Preis für Schlagwerk und das Diplom für Hochschulbildung (Klavierbegleitung, Blattspiel, Analyse) erhielt.
Durez arbeitete bereits als Student im Ensemble Orchestral de Paris, Ensemble intercontemporain, dem Ensemble Matheus und verschiedenen Opernorchestern unter Leitung renommierter Dirigenten und nahm an zahlreichen Aufnahmen und Tourneen teil. Als Pianist begleitete er auch auf internationalen Tanzfestivals.
Nach einem Wettbewerb trat Durez 1998 als Solist in das Orchestre des Concerts Lamoureux ein, mit dem er auch ein Album mit Les Rita Mitsouko aufnahm. Im Folgejahr wurde er nach einem weiteren Wettbewerb zum Solisten des Orchestre de la Garde Républicaine ernannt. In der Welt des Jazz spielte er zudem mit Claude Égéa, Stéphane Guillaume, Jean-Marie Ecay, Michel Portal, Michel Delakian, Didier Lockwood, David Krakauer und Michel Legrand. Im Duo mit Richard Galliano veröffentlichte er seit 2017 zwei Alben. Mit dem Organisten Pascal Rouet interpretierte er Anthony Girards Derniers instants avant la nuit. Er ist auch auf Alben von Pierrick Pedron und Céline Dion zu hören. Auch komponierte er Werke für Schlagwerk.